# 1925년 전조선축구대회 (개성민보)
1925년 전조선축구대회는 개성민보 전조선축구대회의 1925년 시즌 축구 대회이다.

## 경기장
| 경기장                  | 도시 | 좌석 | 수용 | 비고 |
| ----------------------- | ---- | ---- | ---- | ---- |
| 송도고등보통학교 운동장 | 개성 |      |      |      |

## 축구단
| 부문   | 축구단                  | 도시 | 첫 참가 | 횟수 | 비고 |
| ------ | ----------------------- | ---- | ------- | ---- | ---- |
| 청년부 | 송도고등보통학교 축구단 | 개성 | 1925    | 1    |      |
| 청년부 | 송용 축구단             | 개성 | 1925    | 1    |      |
|        |                         |      |         |      |      |
| 소년부 | 진화 축구단             | 해주 | 1925    | 1    |      |
| 소년부 | 태극 축구단             | 개성 | 1925    | 1    |      |

## 경기 결과
청년부 종목에서는 결승에서 송용 축구단이 송도고등보통학교 축구단을 3:1로 이기며 우승을 차지했고, 소학부 종목에서는 태극 축구단과 진화 축구단이 1:1로 이긴 후 경기 기록 점수에 의해 태극 축구단이 우승을 차지했다.

## 참고 문헌
- 대한체육회 100주년 기념사업부 (2020). 《대한민국 체육 100년》. 대한체육회.
- 《대한민국 체육 100년 Ⅰ 통사 (민족과 함께 한 대한민국 체육 100년)》. 대한체육회. 2020.
- 《대한민국 체육 100년 Ⅱ 민족의 구심체, 조선체육회 (1920~1945)》. 대한체육회. 2020.
- 《대한민국 체육 100년 Ⅲ 세계를 향한 도전 (1945~1980)》. 대한체육회. 2020.
- 《대한민국 체육 100년 Ⅳ 스포츠로 꽃피운 대한민국 (1981~2000)》. 대한체육회. 2020.
- 《대한민국 체육 100년 Ⅴ 스포츠강국을 넘어 선진국으로(2001~2020)》. 대한체육회. 2020.
- 《韓國蹴球百年史(한국축구백년사)》. 대한축구협회. 1986.
- “全朝鮮蹴球會(전조선축구회)”. 조선일보. 1925년 2월 5일.
- “全朝鮮蹴球大會(전조선축구대회)”. 동아일보. 1925년 2월 6일.
- “開城蹴球申請(개성축구신청)”. 조선일보. 1925년 2월 8일.
- “開城(개성)에開催(개최)될 全朝鮮蹴球(전조선축구) 십일일부터시작”. 조선일보. 1925년 2월 10일.
- “開城蹴球經過優勝(개성축구경과우승)은松勇(송용)(靑(청))”. 조선일보. 1925년 2월 14일.
- “全朝鮮(전조선)= 蹴球大會(축구대회)”. 동아일보. 1925년 2월 16일.
- “全朝鮮蹴球大會(전조선축구대회)”. 동아일보. 1925년 2월 16일.